# Kisszőlős
Kisszőlős là một thị trấn thuộc hạt Veszprém, Hungary. Thị trấn này có diện tích 6,49 km², dân số năm 2010 là 148 người, mật độ 23 người/km².